# ASEP
Der ASEP (für englisch asymmetric simple exclusion process ‚asymmetrischer einfacher Ausschluss-Prozess‘) bezeichnet in der Mathematik und der statistischen Physik einen stochastischen Prozess und wechselwirkendes Teilchensystem (englisch interacting particle system). Er ist der Prototyp eines zufälligen Wachstumsmodell. In der statistischen Mechanik spricht man auch von Nicht-Gleichgewicht-Systemen. Der Prozess beschreibt „Teilchen“ auf einem Gitter, die mit einer gewissen Wahrscheinlichkeit von einem Gitterpunkt zu den adjazenten Nachbarn springen, wenn diese noch nicht von einem anderen Teilchen besetzt sind. Jedes Teilchen springt dabei unabhängig von den anderen nach einer eigenen Uhr.
Springen die Teilchen fast sicher nur in eine Richtung, dann nennt man den Prozess TASEP („Totally Asymmetric Simple Exclusion Process“).

## Regeln
Einfachheitshalber beschränken wir uns auf einen eindimensionalen Prozess, d. h. einen Prozess auf einer Untermenge von {\displaystyle \mathbb {R} }.
Rahmenbedingungen:
- {\displaystyle S} sei eine höchstens abzählbares Gitter. In der Regel ist dies {\displaystyle S:=\mathbb {Z} } oder  {\displaystyle S:=\mathbb {Z} _{+}}.
- {\displaystyle \eta _{t}=(\eta _{t})_{t\in T}} ein Markow-Prozess in kontinuierlicher Zeit {\displaystyle T\subseteq \mathbb {R} }, der jeder Position {\displaystyle i\in S} einen Zustand zum Zeitpunkt {\displaystyle t} zuordnet:

{\displaystyle \eta _{t}(i)=0} bedeutet, die Position {\displaystyle i} ist frei.
{\displaystyle \eta _{t}(i)=1} bedeutet, die Position {\displaystyle i} ist mit einem Teilchen besetzt.
{\displaystyle \eta _{t}} ist somit ein Prozess auf dem Zustandsraum {\displaystyle \Omega =\{0,1\}^{S}}. Der Prozess wird manchmal auch als {\displaystyle \eta (t,i)} modelliert.
- Die Position des {\displaystyle i}-ten Teilchen zum Zeitpunkt {\displaystyle t} wird mit {\displaystyle x_{i}(t)} notiert, es gilt {\displaystyle x_{i}(0)=i}. Eine Menge von besetzten Positionen {\displaystyle X=\{x_{1},x_{2},\dots ,x_{N}\}\in S^{N}} für {\displaystyle N\in \mathbb {N} } nennt man Konfiguration. Wir starten in einer Konfiguration {\displaystyle X} mit {\displaystyle x_{1}<x_{2}<\dots <x_{N-1}<x_{N}}.

Regeln:
- Das Wort simple bedeutet, dass das Teilchen an der Position {\displaystyle x} sich höchstens zur nächsten Position {\displaystyle x+1} oder {\displaystyle x-1} bewegen darf. Ansonsten spricht man von einem non-simple Prozess.
- Jedes Teilchen besitzt einen eigenen unabhängigen inneren Wecker. Dieser klingelt nach einer exponentiell verteilten Zufallszeit mit Ereignisrate {\displaystyle \lambda =a+b>0} für {\displaystyle a,b\geq 0}. Das Teilchen springt dann

1. mit der Wahrscheinlichkeit {\displaystyle p:=a/(a+b)} nach rechts, falls der ausgewählte Platz frei ist,
2. mit der Wahrscheinlichkeit {\displaystyle q:=b/(a+b)} nach links, falls der ausgewählte Platz frei ist.

Das Wort Ausschluss bedeutet, dass eine Regel existiert, wann ein solcher Sprung nicht durchgeführt wird. Sollte die ausgewählte benachbarte Zelle besetzt sein, wird der Sprungversuch verworfen und das Teilchen bleibt auf seinem Platz. Es darf folglich auf jedem Gitterplatz immer nur maximal ein Teilchen vorhanden sein.
- Das Wort asymmetrisch bedeutet, dass {\displaystyle q\neq p} gelten muss. Ansonsten hat man einen SSEP (englisch symmetric simple exclusion process). Prozesse der Form {\displaystyle q={\tfrac {1}{2}}(1-\varepsilon ^{1/2})} und {\displaystyle p={\tfrac {1}{2}}(1+\varepsilon ^{1/2})} nennt man auch weakly ASEP (WASEP).

Als Übergangswahrscheinlichkeiten für ein Teilchen an der Position {\displaystyle x} ergeben sich somit
{\displaystyle p_{t}(x,y)={\begin{cases}q,&{\text{falls }}y=x-1{\text{ und }}\eta _{t}(y)=0,\\p,&{\text{falls }}y=x+1{\text{ und }}\eta _{t}(y)=0,\\1,&{\text{falls }}y=x{\text{ und }}\eta _{t}(x+1)=1,\;\eta _{t}(x-1)=1,\\0&sonst.\end{cases}}}
Oft interessiert man sich auch für die Übergangswahrscheinlichkeit, von einer Konfiguration {\displaystyle X} nach einer bestimmten Zeit in der Konfiguration {\displaystyle Y} zu landen.

### TASEP
Die Spezialfälle
{\displaystyle q=0} und {\displaystyle p=1}, d. h., die Teilchen springen nur nach rechts,
{\displaystyle q=1} und {\displaystyle p=0}, d. h., die Teilchen springen nur nach links,
werden als TASEP bezeichnet. Manchmal wird jedoch auch hierfür schlicht der Begriff ASEP verwendet.

### Resultate
- Für den TASEP fand Schütz 1997 die Übergangswahrscheinlichkeiten in determinataler Form für {\displaystyle N} Teilchen (wobei {\displaystyle N\neq \infty }).[1]
- Sei {\displaystyle S=\mathbb {Z} } und {\displaystyle \lambda =1}, dann wurde eine Formel für die Übergangswahrscheinlichkeit einer Konfiguration {\displaystyle X} nach {\displaystyle Y} von Tracy und Widom gefunden.[2]

### Sonstiges
Bei Betrachtungen von offenen Systemen werden oft am linken Rand Teilchen mit der Wahrscheinlichkeit {\displaystyle \alpha } eingefügt (wenn der Platz frei ist) und am rechten mit der Wahrscheinlichkeit {\displaystyle \beta } aus dem System herausgenommen.
Auf dem Computer lässt sich der Prozess durch folgenden Algorithmus definieren. Es erfolgt ein zufällig-sequentieller Update, bei dem
die folgenden zwei Schritte beliebig oft wiederholt werden:
1. Wähle zufällig ein Teilchen aus.
2. Dieses Teilchen bewegt sich mit der Wahrscheinlichkeit {\displaystyle p} eine Zelle nach rechts, {\displaystyle q} nach links. Sollte die ausgewählte benachbarte Zelle besetzt sein, wird der Versuch nicht durchgeführt.

## Zusammenhang mit anderen Systemen
Der TASEP mit {\displaystyle p=1} unterscheidet sich von Regel 184 der Wolfram-Zellularautomaten – und damit von der einfachsten Version des Nagel-Schreckenberg-Modells – nur durch das zufällige sequentielle Update. Würde man ein paralleles Update wählen, d. h. also nach der Regel „Bewege alle Teilchen auf dem Gitter, deren rechter Gitterplatz frei ist, eine Position nach rechts“ Runde um Runde vorgehen, ergäbe sich also exakt Regel 184. Einziger Unterschied wäre die symmetrische Interpretation weißer und schwarzer Zellen bei Wolfram im Vergleich zur Vorstellung von „Teilchen“ und „leerer Platz“ beim ASEP. Die Dynamik würde sich von Regel 184 jedoch in keiner Weise unterscheiden.
Bei sogenannten „Correlated Random Walks“ ist die Asymmetrie in der Bewegung nicht an eine feste Richtung geknüpft, sondern an die Richtung des letzten Schrittes. Meist wird in solchen Systemen eine Tendenz zum Erhalt der Bewegungsrichtung angenommen. Ein Teilchen, das zuletzt nach rechts bewegt wurde, wird auch im nächsten Schritt mit einer Wahrscheinlichkeit größer 0,5 nach rechts bewegt werden.
In einem bestimmten Fluktuations-Bereich und einer gewissen Skalierung wird die Fluktuation der ASEP durch die Burgersgleichung beschrieben. Allgemeiner befindet sich TASEP in der KPZ-Universalitätsklasse, unter bestimmter Skalierung konvergiert der TASEP gegen die Kardar-Parisi-Zhang-Gleichung (kurz: KPZ-Gleichung) und zum KPZ-Fixpunkt. Der ASEP kann als diskrete Variante der Burgersgleichung verstanden werden und seine Höhenfunktion als diskrete Variante der KPZ-Gleichung.
Darüber hinaus gibt es eine Vielzahl von weiteren Abbildungen auf andere Systeme, z. B. auf Polymere in ungeordneten Systemen oder das Bernoulli-Matching-Modell für den Vergleich von Gensequenzen.

## Geschichte und Analyse
Der ASEP wurde von Carolyn T. MacDonald, Julian H. Gibbs, und Allen C. Pipkin  1968 zum ersten Mal formuliert und zwar als mathematisches Modell für die Kinetik der Proteinsynthese durch Ribosomen. 1970 wurde er unabhängig davon von Frank Spitzer erstmals in der mathematischen Literatur eingeführt. Das Ziel war dabei, makroskopisches hydrodynamisches Verhalten exemplarisch aus einem mikroskopischen Modell rigoros herzuleiten. Joachim Krug entdeckte 1991 Phasenübergänge im ASEP, die von der Rate des Einsetzens (am linken Rand) und Herausnehmens (am rechten Rand) der Teilchen abhängen.
Bernard Derrida und Mitarbeiter einerseits und Gunter M. Schütz mit Eytan Domany andererseits fanden 1993 unabhängig voneinander eine exakte Lösung für den ASEP. 2010 gelang es Tomohiro Sasamoto und Herbert Spohn, mit Hilfe des ASEP eine exakte Lösung der KPZ-Gleichung mit weißem Rauschen zu konstruieren.

## Bedeutung
Der ASEP dient dazu, das Verhalten von Vielteilchensystemen fern vom thermischen Gleichgewicht exemplarisch zu studieren. Insbesondere erlangt man einerseits auf mikroskopischer Ebene ein detailliertes Verständnis für statistische Ensembles und andererseits lässt sich verständlich machen, wie makroskopische Dynamik von Dichteverteilungen aus mikroskopischen Wechselwirkungen zwischen einzelnen Teilchen hervorgehen. Insbesondere erkennt man, wie Dichtediskontinuitäten mit 'Verkehrsstaus' von Teilchen zusammenhängen, wie sich deterministisches Verhalten auf makroskopischer aus zufälliger Dynamik auf der mikroskopischen Ebene ergibt und schließlich lassen sich auch universelle Eigenschaften von Fluktuationen detailliert studieren. Zur Erforschung des ASEP stehen eine Vielzahl von mathematisch exakten Methoden zur Verfügung, die auch dann greifen, wo die sehr beschränkten traditionellen Methoden der Nichtgleichgewichtsthermodynamik versagen.
Für konkrete Anwendungen ist der ASEP zu einfach, um irgendein reales System realistisch zu simulieren. Seine Bedeutung liegt dann darin, dass er zum einen als Abstraktion bzw. Vereinfachung einer Reihe realitätsnaher Simulationsmodelle betrachtet werden kann und dass er zum anderen – im Gegensatz zu den meisten realitätsnahen Simulationsmodellen – analytischen Untersuchungsmethoden zugänglich ist. Diese realitätsnahen mit ASEP verwandten Modelle existieren in sehr unterschiedlichen Gebieten wie der Fortbewegung von Ameisen, der Biopolymerisation, der Fußgängerdynamik, molekularen Motoren, dem Wachstum von Oberflächen, der Proteinsynthese und dem Straßenverkehr. Für bestimmte Simulationsansätze in diesen und anderen Bereichen erfüllt der ASEP daher die Funktion einer Drosophila.